# 갑주어

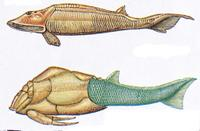
갑주어(위)와 판피강 어류(placoderm)(아래)

갑주어(甲胄魚, ostracoderm)는 오늘날 어류의 조상이며 척추동물로 고생대 오르도비스기에 바다에 나타나 데본기에 번성하였다가 데본기 말에 멸종하였다. 민물이나 민물과 짠물이 섞인 물에서 살았으며, 몸은 머리·몸통·꼬리로 이루어져 있었다. 몸에 뼈가 없고 머리와 몸통 앞부분이 딱딱한 골질판으로 덮여 있었다. 몸통 뒷부분은 비늘로 덮여 있고 머리 뒤에 지느러미 한 쌍이 있었다. 눈은 두 개가 머리의 위쪽에 서로 가까이 붙어 있었고, 머리의 아래쪽에는 작은 판이 모여서 된 감각기관이 달려 있었다. 이 기관은 압력이나 진동 따위를 느꼈을 것으로 여겨진다. 참고로, ostracoderm을 직역하면 shell-skin이라는 의미이다.

## 같이 보기
- 극어류
- 판피류